# Corubia testacea
Corubia testacea är en fjärilsart som beskrevs av William Schaus 1906. Corubia testacea ingår i släktet Corubia och familjen nattflyn. Inga underarter finns listade i Catalogue of Life.